# Ranjo Batu
Ranjo Batu is een bestuurslaag in het regentschap Mandailing Natal van de provincie Noord-Sumatra, Indonesië. Ranjo Batu telt 1352 inwoners (volkstelling 2010).